# Micaria tuvensis
Micaria tuvensis är en spindelart som beskrevs av Sergei N. Danilov 1993. Micaria tuvensis ingår i släktet Micaria och familjen plattbuksspindlar. Inga underarter finns listade i Catalogue of Life.